# Biagio Brancato
(Piero Guccione)
Biagio Brancato (Comiso, 2 gennaio 1921 – Comiso, 30 agosto 2002) è stato un pittore, scultore e incisore italiano.

## Biografia
Dopo avere frequentato la scuola d'arte nel paese natale, nel 1937 vince una borsa di studio che gli consente di trasferirsi a Urbino.
Formatosi come incisore, espone alla Quadriennale di Roma del 1951, a Zurigo e a Parigi.